# Erinome (měsíc)
Erinome (IPA: /ɛrɪnəmi/) nebo též Jupiter XXV, je retrográdní nepravidelný přirozený satelit Jupiteru. Byl objeven v roce 2000 skupinou astronomů z Havajské univerzity vedených Scottem S. Sheppardem a dostal prozatímní označení S/2000 J 4, platné do října 2002, kdy byl definitivně pojmenován.
Erinome má v průměru asi ~3,2 km, jeho průměrná vzdálenost od Jupitera činí 22,986 Gm, oběhne každých 711,9 dnů, s inklinací 164° k ekliptice (162° k Jupiterovu rovníku) a excentricitou 0,2552. Erinome patří do rodiny Carme.